# Grigorij Aleksandrov

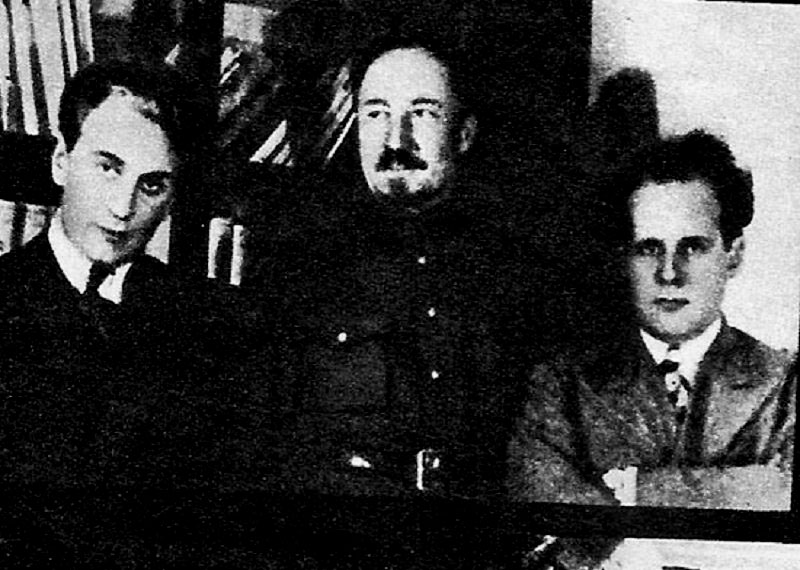
Från vänster: Grigorij Aleksandrov, Nikolaj Podvojskij och Sergej Eisenstein, 1930.

Grigorij Aleksandrov (ryska: Григорий Васильевич Александров), född Mormonenko (Мормоненко) 10 januari (23 januari n.s.) 1903 i Sverdlovsk i Kejsardömet Ryssland (nu Jekaterinburg i Ryssland), död 16 december 1983 i Moskva, var en Sovjetisk filmregissör, manusförfattare och skådespelare, som medverkade i bland annat Pansarkryssaren Potemkin. Han regisserade den första sovjetiska musikalfilmen Hela världen skrattar (Vesiolye rebjata, 1934), med musik av Isaak Dunajevskij.

## Filmografi (i urval)

### Roller
- 1925 - Pansarkryssaren Potemkin - sekonden löjtnant Giljarovskij
- 1925 - Strejken - andra verkmästaren

### Regi
- 1927 - Dagar som skakat världen
- 1929 - Kampen för jorden
- 1934 - Hela världen skrattar
- 1936 - Röda artister
- 1940 - Den ljusa vägen
- 1947 - Det var en vår
- 1952 - Stormfyllda tider
- 1960 - Russkij suvenir

### Regiassistent
- 1925 - Pansarkryssaren Potemkin
- 1925 - Strejken

### Manus
- 1925 - Pansarkryssaren Potemkin
- 1925 - Strejken
- 1927 - Dagar som skakat världen
- 1929 - Kampen för jorden
- 1934 - Hela världen skrattar
- 1936 - Röda artister
- 1947 - Det var en vår
- 1952 - Stormfyllda tider